# Ritesh Batra
Ritesh Batra, hindi रीतेश बत्रा (ur. 12 czerwca 1979 w Mumbaju) – indyjski reżyser i scenarzysta filmowy.

## Życiorys
Urodził się i wychował w Indiach, ale studia ekonomiczne ukończył na Drake University w Des Moines w stanie Iowa. Do dziś dzieli życie pomiędzy Mumbajem i Nowym Jorkiem. Karierę w branży filmowej rozpoczął od tworzenia krótkich metraży, m.in. wielokrotnie nagradzanego Café Regular, Cairo (2012), zrealizowanego w Kairze.
Jego pełnometrażowy debiut fabularny, Smak curry (2013), miał swoją premierę na 66. MFF w Cannes. Nakręcony w rodzinnym Mumbaju kameralny film stał się nie tylko sensacją festiwalową, ale wkrótce później również globalnym przebojem kinowym.
Kolejne fabuły nakręcił Batra już w języku angielskim z międzynarodową obsadą. Koniec (2017) był adaptacją nagrodzonej Bookerem powieści Poczucie kresu autorstwa Juliana Barnesa. W rolach głównych wystąpili w nim Jim Broadbent i Charlotte Rampling. Z kolei dystrybuowane przez platformę Netflix romantyczne Nasze noce (2017) pozwoliły spotkać się ponownie na planie dwóm wielkim hollywoodzkim gwiazdom - Robertowi Redfordowi i Jane Fondzie. 